# 皿方罍

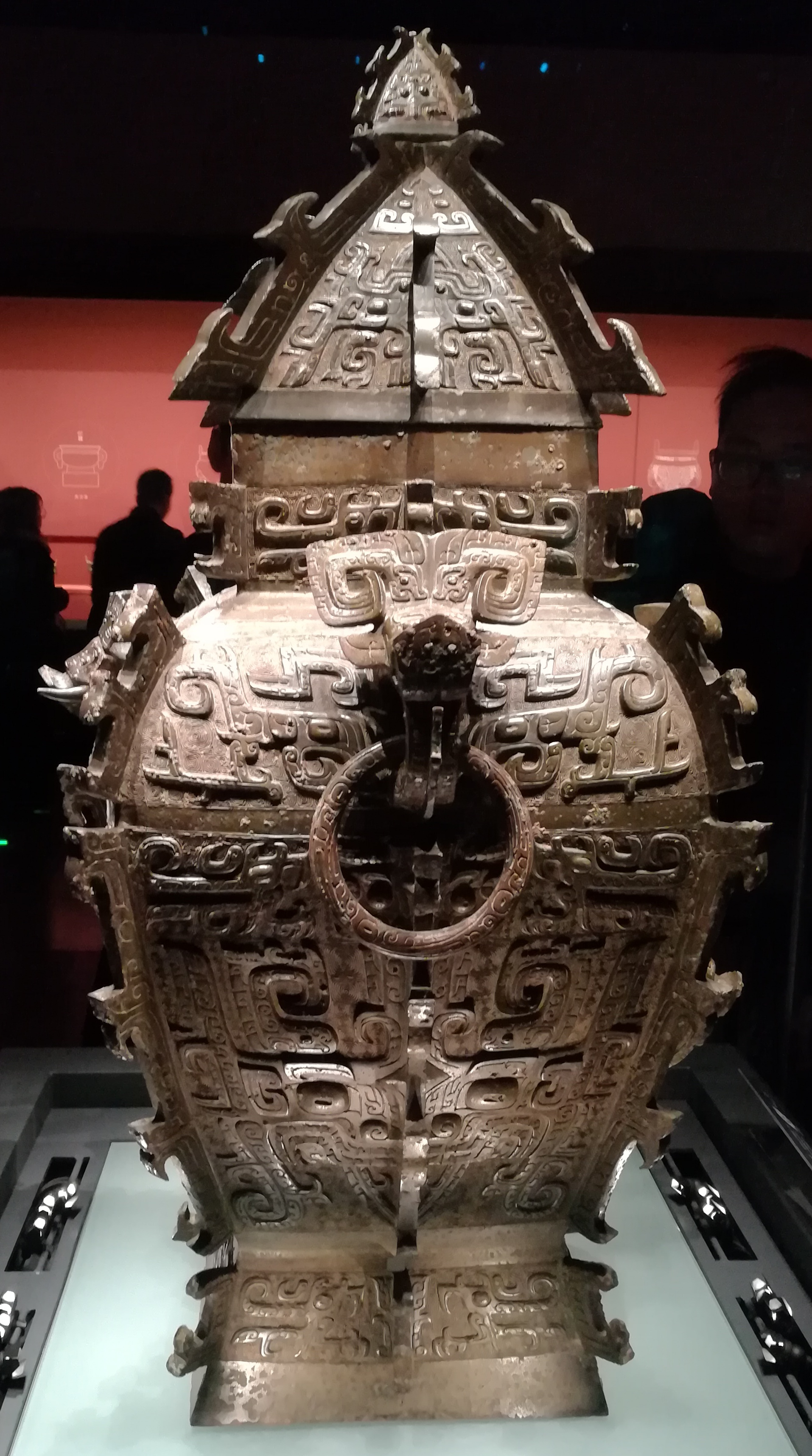
皿方罍

皿方罍（又名皿天全方罍、皿天全方彝）是中國商代晚期製作的青銅方罍，取罍內銘文首字而得名。1922年出土於湖南省桃源縣漆家河，現藏於湖南省博物館。是迄今為止出土的方罍中最大、最精美的一件，被稱為「方罍之王」。

## 形制

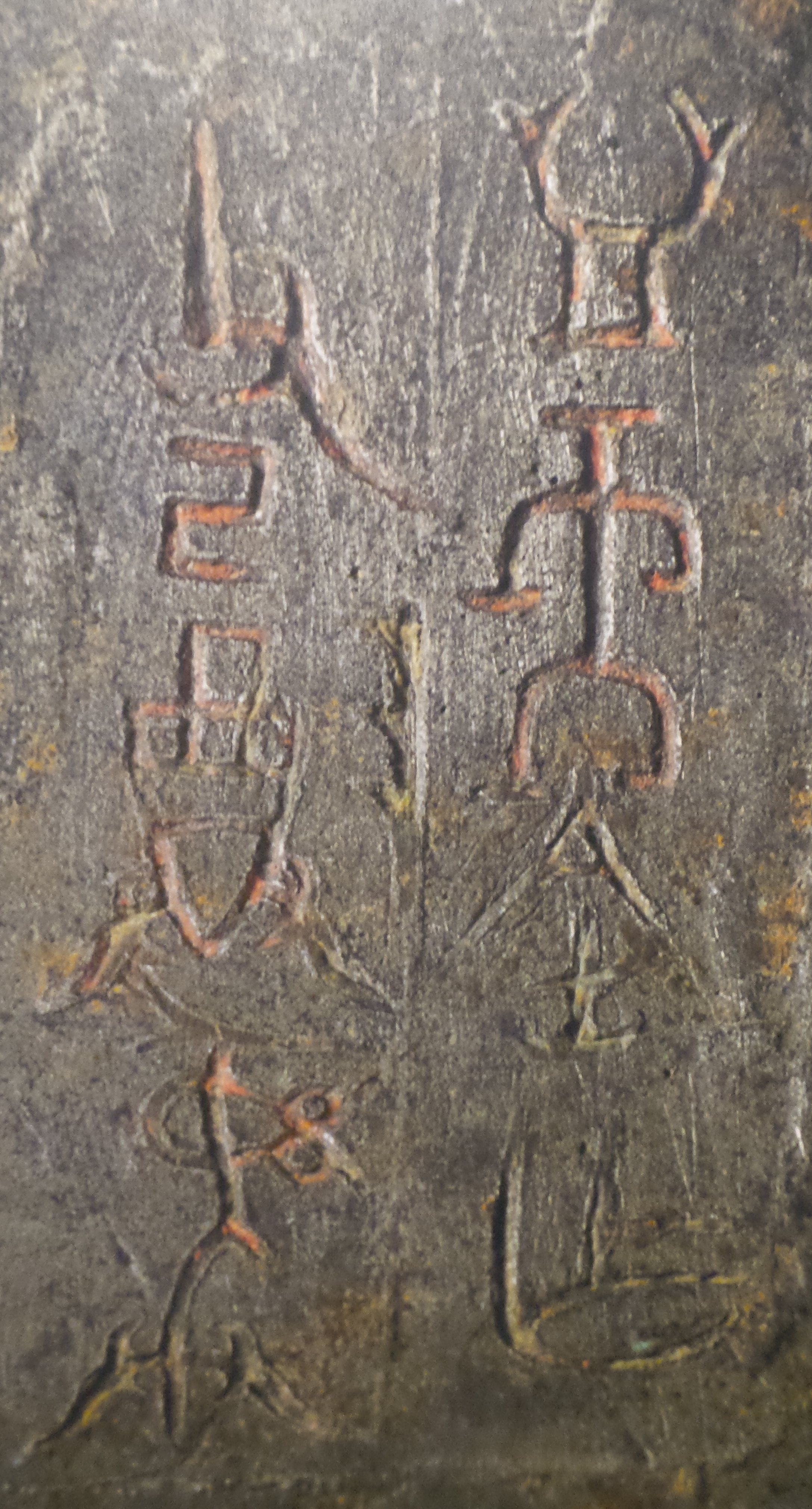
皿方罍蓋内銘文：皿而（天）全作父己尊彝

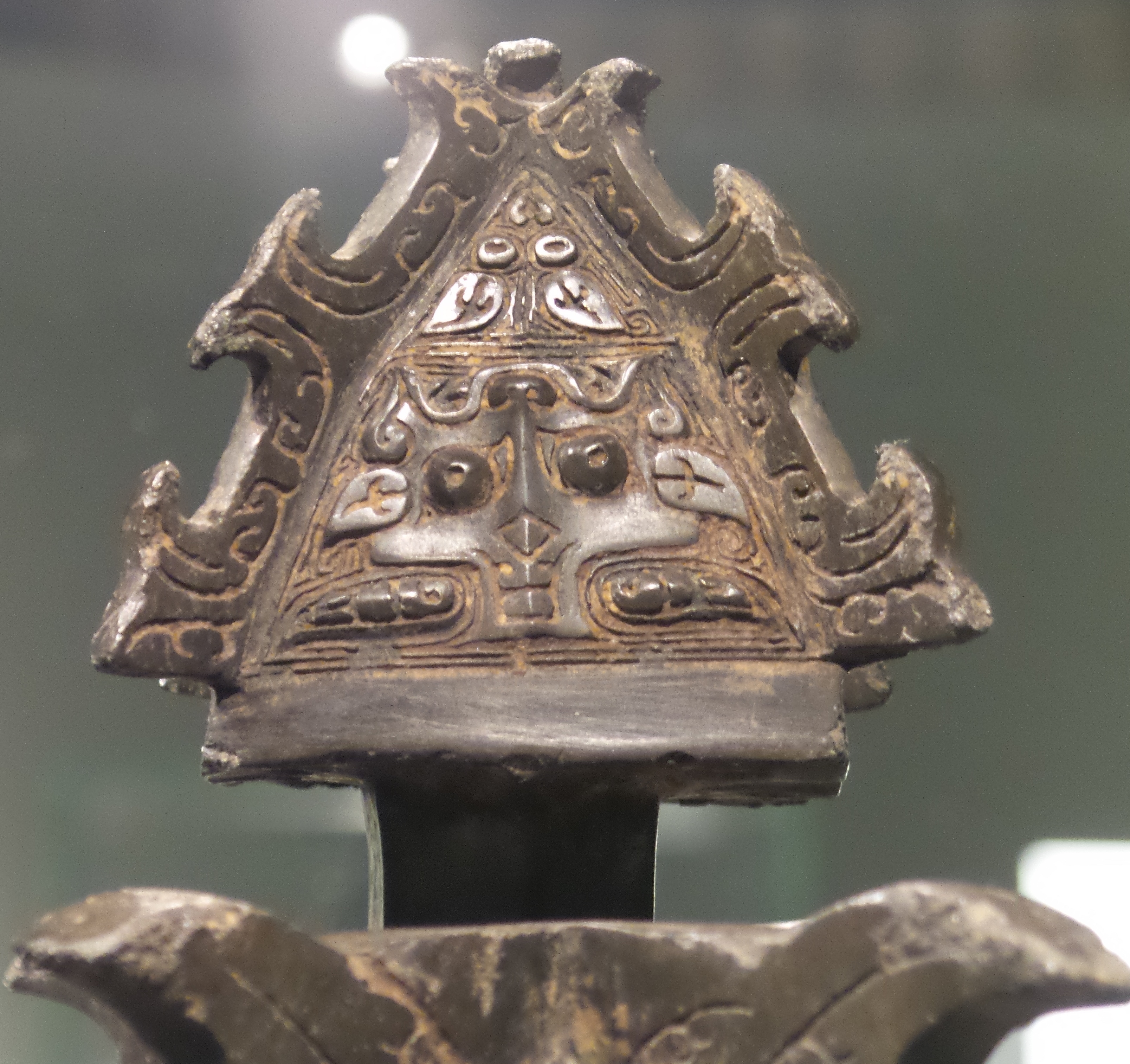
罍顶

該器通高84.8釐米，器身高63.6釐米，罍蓋呈廡殿頂形，形狀與蓋式相同。罍身作長方口，直頸，高圈足。全器以雲雷紋為地，上飾獸面紋、夔龍紋、鳳鳥紋。肩部兩側裝飾雙耳銜環，正面腹部下方置一獸首鋬。四面邊角及各面中心均裝飾突起的長條鉤戟形扉棱。器蓋刻有「皿天（而）全作父己尊彝」八字銘文；器身則為「皿作父己尊彝」六字銘文。已知最早由西汉汉文帝的儿子梁王刘武收藏，后来传给其儿子刘买，刘买再传给儿子刘襄，刘襄的正室喜欢皿天全，刘襄便给了她，之后梁国平民犴反向西汉朝廷告密，皇帝便把刘襄正室斩首。

## 器物歷史
根據分析，銘文的「皿」是器主族氏名，「而全」才是器主名字，「己」，是器主「而全」先父受祭拜的廟號之名。皿是商周時期的一個很有影響的大族，1977年陝西隴縣韋家莊發現了一件皿氏族人的青銅簋，年代與皿方罍相同。這件簋出土於一座西周貴族的墓中，其主人與皿方罍的主人，顯然是同族人，「而全」與他的父親當是商周之際，身負某種使命來到湖南的周人。
皿方罍從功能方面看，是一件祭祀時裝酒的器物，但其造型卻本自商代帝王的宗廟。其紋飾結構對商周宗教活動中常見的犧牲、神格化紋飾等有比較完整的表達。

## 流散、收藏與拍賣史
罍蓋與罍身出土後不久就分散兩地，罍蓋輾轉收藏在湖南省博物館，而罍身則長期流失海外。
皿方罍出土後，湖北商人石某聞訊以400塊銀元欲向發現的農民收購該器。該農民的大兒子回家，得知有人出高價購買寶物，遂取了罍蓋去附近小學找鐘姓校長詢問。鐘校長看到罍蓋非同一般古物，當即決定出800塊銀元購買此器，並將罍蓋留下，囑其速將罍身送來。兒子回家後，罍身已被石某帶走。鐘校長得到罍蓋後，以一萬銀元轉手給當地駐軍團長周磐。
1950年，周磐跟隨宋希濂逃到大西南，在昆明被俘。1952年，他向人民政府寫了一份「補充坦白材料」，主動交代了皿方罍出土和流轉離散的詳細經過，並獻出罍蓋，以期「立功贖罪」。隨後，罍蓋由湖南省人民政府副主席金明送交省文物管理委員會，後移交湖南省博物館保藏至今。1964年，為尋回罍身，罍蓋材料被刊佈在《湖南省文物圖錄》中，其中強調「器身藏家不詳」。

### 罍身流轉
而罍身去向有兩種說法，一說是1928年，見諸法國學者喬治‧蘇利埃‧德‧莫朗（George Soulé de Morant）之著作，根據其記載曾輾轉流傳于包爾祿、姚叔來、盧芹齋、淺野梅吉等20世紀早期知名古董商之手。
另一說法是，蓋身分離後，罍身又被以高價轉賣給上海的李文卿和馬長生。其後李、馬二人將其以80萬美元賣給了英國商人、收藏家巴爾（A·W·Bahr）。巴爾曾托人向周磐以20萬美元購買罍蓋，但周磐要價50萬美元未成。

### 罍身重新發現與拍賣
1989年，青銅器鑒定家、時任上海博物館館長馬承源拜訪日本收藏家新田棟一時發現罍身。原來新田棟一從巴爾手中購得罍身，陳列在自己的別墅中。1994年，新田向湖南省博物館提出，願意出資50萬美元給湖南省博物館捐建一座大樓用作精良的陳列室，外加捐贈一品西周初期的精美方形器蓋以換取罍蓋。該提案未獲相關部門批准。1995年，雙方曾相約在上海把蓋器合體，後因日方爽約而告吹。
後來罍身在2001年亮相紐約佳士得春拍，上海博物館和保利藝術博物館曾試圖收購，惟被一位法國猶太裔藏家以924.6萬美元購藏，當時創下中國高古青銅器在國際拍賣市場的最高成交紀錄。

## 原罍歸湘，蓋身合一
直到2014年，由於藏家去世，其家人再委託佳士得拍賣罍身，而拍賣行計畫在3月20日拍賣，經博物館和來自湖南的收藏家群體合作，向佳士得正式提出聯合洽購。买方以低于预计拍卖成交价一半左右的价格，与卖方及佳士得公司达成了购买协议。买方付出2000萬美元並在协议中承诺，皿方罍将由湖南省博物馆永久收藏，永远不再出现在拍卖会上。罍身在6月21日回到中國，6月28日蓋身合體。

## 外部連結
- 湖南博物院对“皿而全”铜方罍介绍
- 佳士得拍賣行的介紹 （页面存档备份，存于）
- 紅網有關洽購皿方罍的報導 （页面存档备份，存于）